# تسخين حركي هوائي

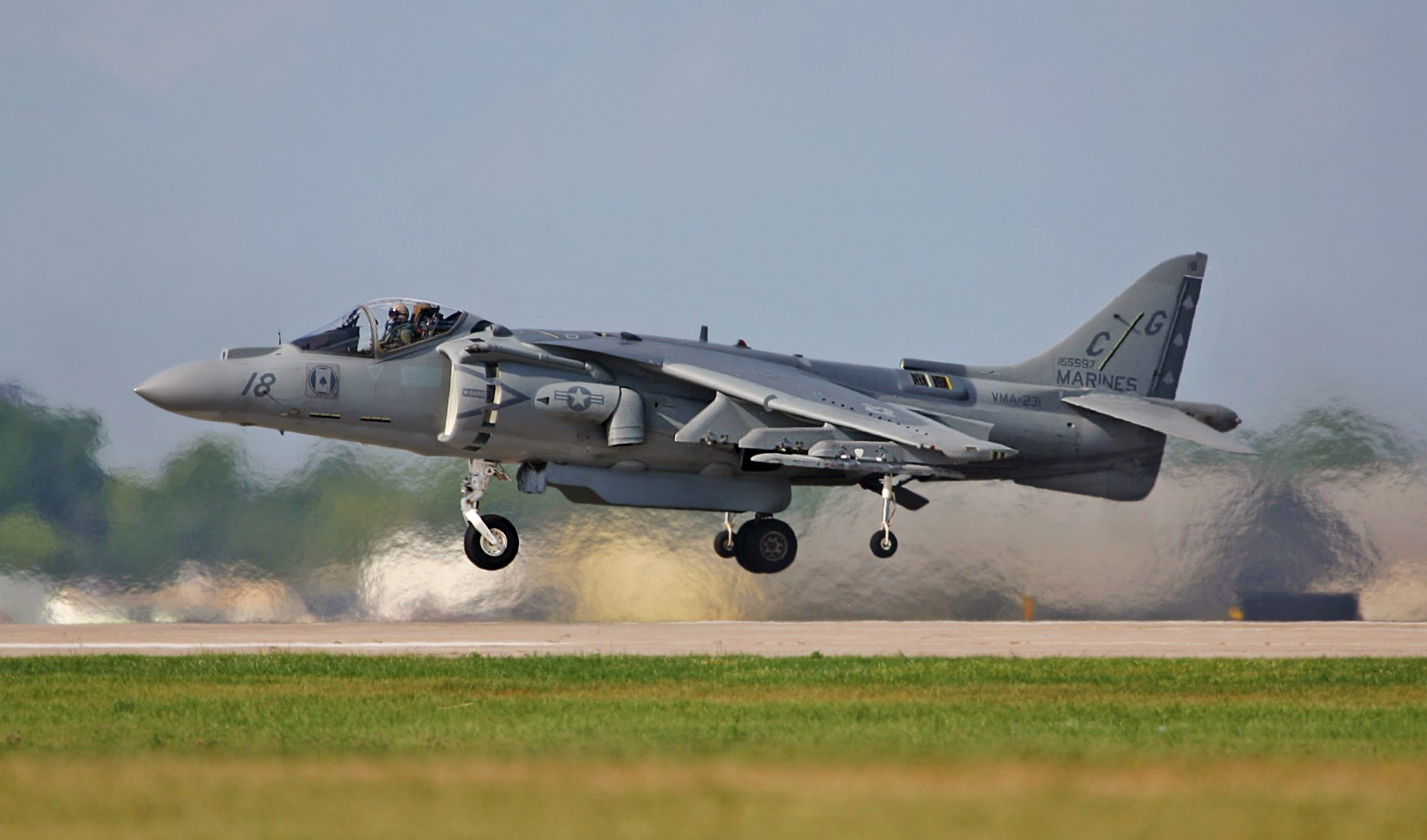

التسخين الحركي-الهوائي: (بالإنجليزية: Aerodynamic heating)‏ تسخين الأجسام الصلبة بـالحركية الهوائية من خلال تمرير تيار هوائي ساخن، فهي من أشكال الحمل الحراري —انتقال الحرارة من جزء من السائل أو الغاز إلى جزء آخر— التي غالبا ما تشاهد على سطح المركبات المتحركة بسرعة ويرتبط مقدارها بمدى الانسيابية ومقاومة السطح؛ ففي هذه النقطة، تنتقل الحرارة المختزنة في الهواء إلى الجسم الصلب المتحرك خلالها.
تزداد الهوائية والتدفئة بشكل مطرد مع زيادة سرعة حركة المركبة وتكون مستمرة من سرعة الصفر، تكون الهوائية والتدفئة في السرعات المنخفضة التي هي دون سرعة الصوت و لكنها تزداد بشكل كبير في السرعات العالية التي تتجاوز سرعة الصوت مما قد يؤثر على المواد التي تشكل سطح المركبة أو الجسم.